# Пули над Бродвеем
«Пу́ли над Бродве́ем» (англ. Bullets over Broadway) — американская чёрная комедия 1994 года, снятая режиссёром Вуди Алленом по сценарию, написанном совместно с Дугласом Макгратом. Премия «Оскар» и «Золотой Глобус» за лучшую женскую роль второго плана (Дайан Уист).

## Сюжет
События происходят в Нью-Йорке в 1920-е годы. Молодой, подающий надежды драматург — Дэвид Шейн пытается организовать постановку своей пьесы «Бог наших отцов» (англ. God of Our Fathers). Он находит спонсора, известного нью-йоркского мафиози и гангстера Ника Валенти, который готов финансировать постановку, но при условии что в главной роли будет задействована его любовница Оливия Нил. Девушка бредит театром, но бездарна и капризна.
Дэвид вынужден терпеть это обстоятельство — других спонсоров не нашлось. Набирается труппа и начинаются репетиции. Как только пьеса попадает на сцену Дэвид обнаруживает, что его творение «сырое» и пока не годится к постановке. И тут на первый план выходит неожиданное действующее лицо. Ник Валенте приставил к Оливии телохранителя по кличке Чич. До того совершенно бессловесный зритель репетиций неожиданно начинает подавать очень дельные советы. Поначалу Дэвид относится к ним скептически. Но, преодолев предубеждение, Дэвид начинает понимать, что этот полуграмотный бандит разбирается в драматургии намного лучше его.
Чич и Дэвид выпивают в баре и становятся друзьями. И вскоре Чич рассказывает ему, как нужно переделать пьесу. Дэвид потрясён, он понимает, что Чич выдаёт сюжет гениальной пьесы, но сам никогда не сможет стать профессиональным драматургом из-за связей с мафией. В течение нескольких дней Чич полностью переписывает пьесу, и Дэвид приносит её в театр. Актёры вдохновлены новыми идеями и очень скоро спектакль готов к премьере, которая проходит с огромным успехом.
Между тем начинается любовная интрижка между опытным актёром и обжорой Уорнером, который не брезгует даже собачьей едой, и Оливией. Чич, видя опасность этого романа, предупреждает Уорнера о последствиях. Дэвид, в свою очередь, увлёкся исполнительницей главной женской роли Хелен Синклер, которая намного старше его.
К Дэвиду приходит слава, критики повторяют имя новой звезды американской драматургии, женщины наперебой предлагают ему свою любовь, но он понимает, что это чужой успех. Чич относится к этому совершенно спокойно и не ревнует, хотя он истинный автор шедевра.
Теперь остаётся последняя проблема — Оливия, которая своей бездарной игрой портит блестящую постановку. Чич принимает неожиданное решение — убивает надоевшую всем девушку, за что позже расплачивается жизнью. Ник, заподозрив неладное, отправляет своих головорезов, чтобы убить Чича. Бандиты устраивают перестрелку в театре прямо во время премьеры. Смертельно раненый Чич даже в свою последнюю минуту даёт совет Дэвиду, как можно улучшить сюжет пьесы.

## Актёрский состав
- Джон Кьюсак — Дэвид Шейн
- Дайан Уист — Хелен Синклер
- Дженнифер Тилли — Оливия Нил
- Чезз Палминтери — Чич
- Мэри-Луиз Паркер — Эллен
- Джек Уорден — Джулиан Маркс
- Джо Витерелли — Ник Валенти
- Роб Райнер — Шелдон Флендер
- Трейси Ульман — Иден Брент
- Джим Бродбент — Уорнер Пёрселл
- Харви Файерстин — Сид Лумис
- Стейси Нелкин — Рита
- Эди Фалко — Лорна
- Деби Мейзар — Вайолет
- Малгожата Зайончковская — Лили
- Тони Сирико — Рокко
- Тони Дэрроу — Альдо

## Награды и номинации
| Премия                              | Категория                            | Номинант                    | Результат |
| ----------------------------------- | ------------------------------------ | --------------------------- | --------- |
| «Оскар»                             | Лучший режиссёр                      | Вуди Аллен                  | Номинация |
| «Оскар»                             | Лучшая мужская роль второго плана    | Чезз Палминтери             | Номинация |
| «Оскар»                             | Лучшая женская роль второго плана    | Дайан Уист                  | Победа    |
| «Оскар»                             | Лучшая женская роль второго плана    | Дженнифер Тилли             | Номинация |
| «Оскар»                             | Лучший оригинальный сценарий         | Вуди Аллен, Дуглас Макграт  | Номинация |
| «Оскар»                             | Лучший дизайн костюмов               | Джеффри Керланд             | Номинация |
| «Оскар»                             | Лучшая работа художника-постановщика | Санто Локуасто, Сьюзан Боуд | Номинация |
| «Золотой глобус»                    | Лучшая женская роль второго плана    | Дайан Уист                  | Победа    |
| BAFTA                               | Лучший оригинальный сценарий         | Вуди Аллен, Дуглас Макграт  | Номинация |
| «Независимый дух»                   | Лучший фильм                         | Роберт Гринхат              | Номинация |
| «Независимый дух»                   | Лучшая мужская роль второго плана    | Чезз Палминтери             | Победа    |
| «Независимый дух»                   | Лучшая женская роль второго плана    | Дайан Уист                  | Победа    |
| «Независимый дух»                   | Лучший сценарий                      | Вуди Аллен, Дуглас Макграт  | Номинация |
| Национальный совет кинокритиков США | Топ 10 лучших фильмов года           |                             | Победа    |
| Премия Гильдии киноактёров США      | Лучшая мужская роль второго плана    | Чезз Палминтери             | Номинация |
| Премия Гильдии киноактёров США      | Лучшая женская роль второго плана    | Дайан Уист                  | Победа    |
| Премия Гильдии сценаристов США      | Лучший оригинальный сценарий         | Вуди Аллен, Дуглас Макграт  | Номинация |

## Культурное влияние
- С 2007 года в Московском драматическом театре им. А. С. Пушкина идёт спектакль «Пули над Бродвеем». Автор пьесы — Пётр Розенфельд, режиссёр — Евгений Писарев[2].
- В 2013 году в Самарском театре драмы им. М. Горького состоялась премьера спектакля «Пули над Бродвеем» поставленного режиссёром Паоло Ланди по мотивам одноимённого фильма Вуди Аллена[3].
- В 2015 году в Саратовском академическом театре драмы им. Слонова режиссёр Игорь Баголей поставил спектакль «Пули над Бродвеем» по мотивам одноимённого фильма Вуди Аллена[4].
- С 2016 года в Харьковском русском драматическом театре им. А. С. Пушкина идёт спектакль «Публике смотреть запрещается» по мотивам фильма «Пули над Бродвеем» Вуди Аллена поставленный режиссёром — Александром Аркадиным-Школьником[5]